# Nekrolog November 2006
Nekrolog
◄◄
| ◄
| 2002
| 2003
| 2004
| 2005
| 2006 | 2007 | 2008 | 2009 | 2010 | ► | ►►
Januar |
Februar |
März |
April |
Mai |
Juni |
Juli |
August |
September |
Oktober |
November |
Dezember 2006
Weitere Ereignisse | Allgemeiner Nekrolog 2006
Die Beschreibung der verstorbenen Person sollte so kurz wie möglich gehalten sein und nur deren signifikante Tätigkeit(en) enthalten.
Neue Namen ggf. auch unter dem Geburts- und Sterbedatum, also etwa unter 1. Januar und im Geburts- und Sterbejahr (2024) eintragen (nur bei entsprechender großer Wichtigkeit). Für Beispiele siehe die schon vorhandenen Artikel.
Außerdem über die fünf zuletzt Verstorbenen, zu denen es einen ausreichend guten Artikel für eine Präsentation auf der Hauptseite gibt, nach der todesbedingten Überarbeitung der Artikel ggf. auch unter Wikipedia Diskussion:Hauptseite informieren und sie am besten auch in den anderen Wikipedia-Sprachversionen eintragen. Tipp: Regelmäßig bei news.google.de nach „ist tot“, „gestorben“ oder „verstorben“ suchen.
Wenn eine Person gestorben ist, gibt es viele Seiten zu dieser Person in der Wikipedia, die davon auch betroffen sind und entsprechend aktualisiert werden müssen. Beispiele: Namenübersichtsseite, Geburtsjahr, Geburtsort-Seiten und viele mehr.
Wie finde ich die betroffenen Seiten?
Im Suchfeld auf der linken Seite gibt man den Suchbegriff so ein: „Vorname Nachname“. Dann klickt man auf Volltext und alle Seiten mit entsprechendem Suchtext werden aufgerufen. Hier sieht man dann schnell, wo auch das Todesjahr Sinn macht oder sogar ein Teil des Artikels angepasst werden muss. Auch hilft das „Werkzeug“ auf der linken Seite sehr gut, um solche Seiten aufzufinden: „Links auf diese Seite“. Somit ist die Wikipedia wieder aktuell in allen Bereichen! Hinweis: bei Eintragung der Kategorie „Gestorben JAHR“ wird der Missbrauchsfilter 49 ausgelöst, was jedoch nicht schlimm ist. Siehe: Spezial:Missbrauchsfilter/49
Dies ist eine Liste von im November 2006 verstorbenen bekannten Persönlichkeiten. Die Einträge erfolgen innerhalb der einzelnen Daten alphabetisch sortiert. Tiere sind im Nekrolog für Tiere zu finden.

## November
| Tag          | Name                               | Beruf, bekannt als                                                                                  | Alter | Beleg |
| ------------ | ---------------------------------- | --------------------------------------------------------------------------------------------------- | ----- | ----- |
| 1. November  | Bettye Ackerman                    | US-amerikanische Schauspielerin                                                                     | 82    |       |
| 1. November  | Jason DiEmilio                     | US-amerikanischer Gitarrist                                                                         | 36    |       |
| 1. November  | Daniel García                      | mexikanischer Wrestler                                                                              | 80    |       |
| 1. November  | Leon Henkin                        | US-amerikanischer Logiker                                                                           | 85    |       |
| 1. November  | Buddy Killen                       | US-amerikanischer Produzent                                                                         | 73    |       |
| 1. November  | Webster Kimball                    | US-amerikanischer Badmintonspieler                                                                  | 88    |       |
| 1. November  | Florence Klotz                     | US-amerikanische Kostümbildnerin                                                                    | 86    |       |
| 1. November  | Henk van Lijnschooten              | niederländischer Komponist und Dirigent                                                             | 78    |       |
| 1. November  | Donka Paprikova                    | bulgarische Wohltäterin                                                                             | 91    |       |
| 1. November  | Kurt Scherzer                      | deutscher Politiker (FDP), Oberbürgermeister von Fürth                                              | 86    |       |
| 1. November  | Adrienne Shelly                    | US-amerikanische Schauspielerin                                                                     | 40    |       |
| 1. November  | Hilda van Stockum                  | niederländische Kinderbuchautorin, Malerin und Buchillustratorin                                    | 98    |       |
| 1. November  | William Styron                     | US-amerikanischer Schriftsteller                                                                    | 81    |       |
| 1. November  | Silvio Varviso                     | Schweizer Dirigent                                                                                  | 82    |       |
| 2. November  | Adrien Douady                      | französischer Mathematiker                                                                          | 71    |       |
| 2. November  | Wally Foreman                      | australischer Sportmoderator                                                                        | 58    |       |
| 2. November  | Carroll Knicely                    | US-amerikanischer Herausgeber                                                                       | 77    |       |
| 2. November  | Meier 19                           | Schweizer Polizist                                                                                  | 81    |       |
| 2. November  | Erika Raphael                      | deutsche Schauspielerin                                                                             | 95    |       |
| 2. November  | Leonard Schrader                   | US-amerikanischer Drehbuchautor                                                                     | 62    |       |
| 2. November  | Milly Vitale                       | italienische Schauspielerin                                                                         | 74    |       |
| 3. November  | Jacob Allerhand                    | deutsch-österreichischer Hochschullehrer für Judaistik, Hebraistik und Jiddisch                     | 76    |       |
| 3. November  | Oswald Bärwinkel                   | deutscher Kombinatsdirektor                                                                         | 86    |       |
| 3. November  | Anton Cottier                      | Schweizer Politiker (CVP)                                                                           | 62    |       |
| 3. November  | Allen Fairhall                     | australischer Rundfunkpionier und Politiker                                                         | 96    |       |
| 3. November  | Walentin Andrejewitsch Galotschkin | sowjetischer (ukrainisch-russischer) Bildhauer                                                      | 77    |       |
| 3. November  | Fereydoun Hoveyda                  | iranischer Politiker und Schriftsteller                                                             | 82    |       |
| 3. November  | Wolfgang Matschke                  | deutscher Jurist                                                                                    | 69    |       |
| 3. November  | Paul Mauriat                       | französischer Orchesterleiter und Komponist                                                         | 81    |       |
| 3. November  | Sputnik Monroe                     | US-amerikanischer Wrestler                                                                          | 77    |       |
| 3. November  | Guy Ourisson                       | französischer Chemiker                                                                              | 80    |       |
| 3. November  | Malachi Ritscher                   | US-amerikanischer Menschenrechtler, Musiker und Soundingenieur                                      | 52    |       |
| 3. November  | Alberto Spencer                    | ecuadorianischer Fußballspieler und Konsul                                                          | 68    |       |
| 3. November  | Charles T. Stepule                 | US-amerikanischer Maler                                                                             | 95    |       |
| 4. November  | Jürgen Otto Besenhard              | deutscher Chemiker                                                                                  | 62    |       |
| 4. November  | Brebis Bleaney                     | britischer Physiker                                                                                 | 91    |       |
| 4. November  | Nelson Slade Bond                  | US-amerikanischer Schriftsteller (Science-Fiction, Fantasy)                                         | 97    |       |
| 4. November  | Brian Brolly                       | US-amerikanischer Musikproduzent                                                                    | 70    |       |
| 4. November  | Frank Calder                       | kanadischer Indianer                                                                                | 91    |       |
| 4. November  | Ernestine Gilbreth Carey           | US-amerikanische Autorin                                                                            | 98    |       |
| 4. November  | Peter Gilg                         | Schweizer Politologe                                                                                | 84    |       |
| 4. November  | Gerhard Goebel                     | katholischer Bischof in Norwegen                                                                    | 72    |       |
| 4. November  | William Thomas Larkin              | römisch-katholischer Bischof von Saint Petersburg                                                   | 83    |       |
| 4. November  | Sergi López Segú                   | spanischer Fußballspieler                                                                           | 39    |       |
| 4. November  | Henry Evans Maude                  | britischer Kolonialbeamter, Anthropologe, Ethnograph und Historiker des Südpazifik                  | 100   |       |
| 4. November  | John McManners                     | britischer Historiker                                                                               | 89    |       |
| 4. November  | Josi Meier                         | Schweizer Politikerin (CVP)                                                                         | 80    |       |
| 4. November  | Fritz Schneider                    | deutscher Jurist und Politiker (FDP, CDU), MdL, rheinland-pfälzischer Landesminister                | 90    |       |
| 4. November  | Hedwig Weilenmann-Roth             | Schweizer Pfarrerin                                                                                 | 93    |       |
| 5. November  | Sam Bowers                         | US-amerikanisches Mitglied der White Knights of the Ku Klux Klan in Mississippi                     | 82    |       |
| 5. November  | Johann Jakob Burckhardt            | Schweizer Mathematiker und Kristallograph                                                           | 103   |       |
| 5. November  | Chen Ding-nan                      | taiwanischer Politiker                                                                              | 63    |       |
| 5. November  | Bülent Ecevit                      | türkischer Ministerpräsident                                                                        | 81    |       |
| 5. November  | Óscar González                     | uruguayischer Rennfahrer                                                                            | 82    |       |
| 5. November  | Theodor Lenckner                   | deutscher Strafrechtswissenschaftler der Universität Tübingen                                       | 78    |       |
| 5. November  | Michael Mussotter                  | deutscher Architekturtheoretiker                                                                    | 47    |       |
| 5. November  | Pietro Rava                        | italienischer Fußballspieler und -trainer                                                           | 90    |       |
| 5. November  | Ham Richardson                     | US-amerikanischer Tennisspieler                                                                     | 73    |       |
| 5. November  | Horst Schweimler                   | deutscher Heimatforscher, Herausgeber sowie Verleger                                                | 79    |       |
| 5. November  | Bobby Shearer                      | schottischer Fußballspieler und Fußballtrainer                                                      | 74    |       |
| 5. November  | Alexei Nikolajewitsch Woropajew    | russischer Kunstturner                                                                              | 33    |       |
| 6. November  | Theresia Birkenhauer               | deutsche Theaterwissenschaftlerin und Dramaturgin                                                   | 51    |       |
| 6. November  | Francisco Fernández Ochoa          | spanischer Skirennläufer                                                                            | 56    |       |
| 6. November  | Walter Hauck                       | deutscher Offizier der Waffen-SS und Kriegsverbrecher                                               | 88    |       |
| 6. November  | Federico López                     | puerto-ricanischer Basketballspieler                                                                | 44    |       |
| 6. November  | Ludwig Ostermeier                  | deutscher Kommunal- und Landespolitiker (BP)                                                        | 94    |       |
| 6. November  | J. T. Rutherford                   | US-amerikanischer Politiker                                                                         | 85    |       |
| 6. November  | Jochen Steinmayr                   | deutscher Journalist                                                                                | 79    |       |
| 7. November  | Gerhard Adelmann                   | deutscher Historiker                                                                                | 81    |       |
| 7. November  | Aram Asatryan                      | armenischer Musiker                                                                                 | 53    |       |
| 7. November  | Paul B. Baltes                     | deutscher Psychologe und Gerontologe                                                                | 67    |       |
| 7. November  | Gerhard Baumann                    | deutscher Militärmusiker und Dirigent                                                               | 85    |       |
| 7. November  | John Coburn                        | australischer Künstler                                                                              | 81    |       |
| 7. November  | Guy Degrenne                       | französischer Industrieller                                                                         | 81    |       |
| 7. November  | Richard Erwin                      | US-amerikanischer Jurist und Politiker                                                              | 83    |       |
| 7. November  | Heinz Frentzel                     | deutscher Journalist                                                                                | 85    |       |
| 7. November  | Wido Hempel                        | deutscher Romanist und Hochschullehrer                                                              | 76    |       |
| 7. November  | Leo Linkovesi                      | finnischer Eisschnellläufer                                                                         | 59    |       |
| 7. November  | Woldemar Nelsson                   | russischer Dirigent                                                                                 | 68    |       |
| 7. November  | Jackie Parker                      | US-amerikanischer Footballspieler                                                                   | 74    |       |
| 7. November  | Bryan Pata                         | US-amerikanischer Footballspieler                                                                   | 22    |       |
| 7. November  | Porfirio Rolón                     | paraguayischer Fußballspieler und -trainer                                                          | 81    |       |
| 7. November  | Johnny Sain                        | US-amerikanischer Baseballspieler                                                                   | 89    |       |
| 7. November  | Jean-Jacques Servan-Schreiber      | französischer Journalist und Politiker                                                              | 82    |       |
| 7. November  | Polly Umrigar                      | indischer Cricketspieler                                                                            | 80    |       |
| 8. November  | Iosif Conta                        | rumänischer Dirigent                                                                                | 82    |       |
| 8. November  | Franz Xaver Gardeweg               | deutscher Kirchenmusiker, Komponist und Dirigent                                                    | 62    |       |
| 8. November  | Samuel “Eewie” Kambule             | südafrikanischer Fußballspieler                                                                     | 41    |       |
| 8. November  | Günter Lösing                      | deutscher Journalist                                                                                | 68    |       |
| 8. November  | Basil Poledouris                   | US-amerikanischer Filmkomponist                                                                     | 61    |       |
| 8. November  | Annette Rogers                     | US-amerikanische Leichtathletin                                                                     | 93    |       |
| 8. November  | Natalija Schurawel                 | sowjetische bzw. russische Schauspielerin und Synchronsprecherin                                    | 64    |       |
| 8. November  | Leo Wagner                         | deutscher Politiker (CSU), MdB                                                                      | 87    |       |
| 8. November  | Hannspeter Winter                  | österreichischer Physiker                                                                           | 65    |       |
| 8. November  | Elmar Wolf                         | deutscher Blasmusiker, Orchesterchef, Musikverleger und Produzent                                   | 67    |       |
| 8. November  | Yanagida Seizan                    | japanischer Buddhologe                                                                              | 83    |       |
| 9. November  | Willi Aengevelt                    | deutscher Immobilienmakler                                                                          | 95    |       |
| 9. November  | Ed Bradley                         | US-amerikanischer Journalist                                                                        | 65    |       |
| 9. November  | Ingrid Hartmann                    | deutsche Kanutin                                                                                    | 76    |       |
| 9. November  | Erna Huneus                        | deutsche Schwimmsportlerin                                                                          | 96    |       |
| 9. November  | Pauls Kaņeps                       | lettischer Skilangläufer                                                                            | 94    |       |
| 9. November  | Marian Marsh                       | Hollywood-Schauspielerin und Umweltschützerin                                                       | 93    |       |
| 9. November  | Johann Georg von Rappard           | deutscher Genealoge, Ehrenritter des Johanniter-Ordens                                              | 91    |       |
| 9. November  | Ingrid Sander                      | deutsche Filmregisseurin, Drehbuchautorin und Filmeditorin                                          | 75    |       |
| 9. November  | Sam Stephenson                     | irischer Architekt                                                                                  | 72    |       |
| 9. November  | David Thaw                         | US-amerikanischer Sänger                                                                            | 78    |       |
| 9. November  | Ellen Willis                       | US-amerikanische Journalistin                                                                       | 64    |       |
| 9. November  | Markus Wolf                        | deutscher Generaloberst, Leiter des Auslandsnachrichtendienstes der DDR                             | 83    |       |
| 10. November | Vera Aceva                         | mazedonische Kommunistin und Partisanin                                                             | 86    |       |
| 10. November | Anicée Alvina                      | französische Schauspielerin                                                                         | 53    |       |
| 10. November | Benny Andrews                      | US-amerikanischer Künstler                                                                          | 75    |       |
| 10. November | Fokko du Cloux                     | niederländischer Mathematiker                                                                       | 51    |       |
| 10. November | Diana Coupland                     | britische Schauspielerin                                                                            | 74    |       |
| 10. November | Gabriel Donoso                     | chilenischer Polospieler                                                                            | 46    |       |
| 10. November | Taira Hara                         | japanischer Manga-Zeichner                                                                          | 63    |       |
| 10. November | Willy Knupp                        | deutscher Motorsport-Journalist                                                                     | 70    |       |
| 10. November | Gerald Levert                      | US-amerikanischer Sänger                                                                            | 40    |       |
| 10. November | Hans-Peter Minetti                 | deutscher Schauspieler                                                                              | 80    |       |
| 10. November | Nivaldo Monte                      | brasilianischer römisch-katholischer Erzbischof                                                     | 88    |       |
| 10. November | Jack Palance                       | US-amerikanischer Schauspieler                                                                      | 87    |       |
| 10. November | Nadarajah Raviraj                  | tamilischer Politiker                                                                               | 44    |       |
| 10. November | Igor Dmitrijewitsch Sergejew       | russischer Offizier, Marschall der Russischen Föderation                                            | 68    |       |
| 10. November | Jack Williamson                    | US-amerikanischer Schriftsteller und Science-Fiction-, Horror- und Fantasy-Autor                    | 98    |       |
| 10. November | Reinhold Wolff                     | deutscher Literaturwissenschaftler                                                                  | 65    |       |
| 11. November | Belinda Emmett                     | australische Schauspielerin und Moderatorin                                                         | 32    |       |
| 11. November | Klaus Engler                       | deutscher Musikwissenschaftler, Bibliothekar und Hochschullehrer                                    | 72    |       |
| 11. November | S. Lane Faison, Jr.                | US-amerikanischer Kunsthistoriker                                                                   | 98    |       |
| 11. November | Ernst Fiala                        | österreichischer Fußballspieler                                                                     | 66    |       |
| 11. November | Rudy Gaddis                        | US-amerikanischer Country-Musiker                                                                   | 80    |       |
| 11. November | Étienne Juillard                   | französischer Geograph                                                                              | 92    |       |
| 11. November | Esther Lederberg                   | US-amerikanische Mikrobiologie-Pionierin                                                            | 83    |       |
| 11. November | Alex Moroder                       | italienischer Bankbeamter und Brauchtumspfleger (Südtirol)                                          | 83    |       |
| 11. November | Herbert Rösler                     | deutscher Künstler und Designer                                                                     | 82    |       |
| 11. November | Charlotte Sommer-Landgraf          | deutsche Bildhauerin und Grafikerin                                                                 | 78    |       |
| 11. November | Ronnie Stevens                     | britischer Schauspieler                                                                             | 81    |       |
| 12. November | Ernst Brücher                      | deutscher Kunstbuchverleger                                                                         | 80    |       |
| 12. November | Alphonse Halimi                    | französischer Boxer                                                                                 | 74    |       |
| 12. November | Jabu Khanyile                      | südafrikanischer Musiker                                                                            | 49    |       |
| 12. November | Wolfgang Klien                     | deutscher Verwaltungsjurist, Tischler, Maler und Kunstwissenschaftler                               | 99    |       |
| 12. November | Harvey Manning                     | US-amerikanischer Schriftsteller                                                                    | 81    |       |
| 12. November | Mario Merola                       | neapolitanischer Sänger und Schauspieler                                                            | 72    |       |
| 12. November | Karl-Ernst Sasse                   | deutscher Dirigent und Filmkomponist                                                                | 82    |       |
| 12. November | Adam Schaff                        | polnischer Philosoph                                                                                | 93    |       |
| 12. November | Jacob E. Smart                     | US-amerikanischer Offizier, General der US Air Force                                                | 97    |       |
| 12. November | Joseph Ungaro                      | US-amerikanischer Journalist                                                                        | 76    |       |
| 12. November | Johannes von Vacano                | deutscher Diplomat                                                                                  | 80    |       |
| 12. November | Mary Spencer Watson                | britische Bildhauerin                                                                               | 93    |       |
| 13. November | Louis Chevalier                    | französischer Geher                                                                                 | 85    |       |
| 13. November | Peter Gleichmann                   | deutscher Soziologe                                                                                 | 74    |       |
| 13. November | Alfred Haberl                      | österreichischer Politiker (SPÖ), Abgeordneter zum Nationalrat                                      | 85    |       |
| 13. November | René Libeer                        | französischer Boxer                                                                                 | 72    |       |
| 13. November | Richard Marden                     | britischer Filmeditor                                                                               | 78    |       |
| 13. November | Jens Østerholm                     | dänischer Schauspieler                                                                              | 78    |       |
| 13. November | Friedrich Hans zu Solms-Baruth     | Mitglied des deutschen Hochadels                                                                    | 83    |       |
| 13. November | Petr Lawrentjewitsch Uljanow       | russischer Mathematiker                                                                             | 78    |       |
| 14. November | Bob Bruce Ashton                   | US-amerikanischer Komponist und Musikpädagoge                                                       | 85    |       |
| 14. November | Gustave Choquet                    | französischer Mathematiker                                                                          | 91    |       |
| 14. November | Horst Franke                       | deutscher Fußballspieler                                                                            | 77    |       |
| 14. November | Ferdinand Marschall                | österreichischer Fußballschiedsrichter                                                              | 82    |       |
| 14. November | John van Nes Ziegler               | deutscher Politiker (SPD)                                                                           | 85    |       |
| 14. November | Bertrand Poirot-Delpech            | französischer Schriftsteller und Journalist                                                         | 77    |       |
| 14. November | Holger Preißler                    | deutscher Religionswissenschaftler                                                                  | 63    |       |
| 14. November | Kazimierz Rymut                    | polnischer Onomastiker, Sprachhistoriker und Publizist                                              | 70    |       |
| 15. November | Martin Apeltauer                   | österreichischer Politiker (SPÖ), Landtagsabgeordneter in Salzburg                                  | 41    |       |
| 15. November | George G. Blackburn                | kanadischer Schriftsteller                                                                          | 89    |       |
| 15. November | Ken Ishikawa                       | japanischer Manga-Zeichner                                                                          | 58    |       |
| 15. November | Peter Jelinek-Fink                 | österreichischer Ingenieur                                                                          | 76    |       |
| 15. November | Hans Krasensky                     | österreichischer Wirtschaftspädagoge                                                                | 103   |       |
| 15. November | Ana Carolina Reston Macan          | brasilianisches Model                                                                               | 21    |       |
| 15. November | Paul Rigby                         | australischer Cartoonist                                                                            | 82    |       |
| 15. November | Dieter Saldecki                    | deutscher Journalist, Autor und Dramaturg                                                           | 62    |       |
| 15. November | René Sterne                        | belgischer Comiczeichner                                                                            | 54    |       |
| 15. November | David K. Wyatt                     | US-amerikanischer Historiker und Thaiist                                                            | 69    |       |
| 16. November | Ernest Day                         | englischer Kameramann                                                                               | 79    |       |
| 16. November | Milton Friedman                    | US-amerikanischer Wirtschaftswissenschaftler und Nobelpreisträger                                   | 94    |       |
| 16. November | Hanns Gentgen                      | deutscher Verwaltungswissenschaftler                                                                | 78    |       |
| 16. November | Geoffrey Griffin                   | südafrikanischer Cricketspieler                                                                     | 67    |       |
| 16. November | Doug Harrington                    | US-amerikanischer Musiker                                                                           | 40    |       |
| 16. November | Juri Alexandrowitsch Lewada        | russischer Soziologe und Politikwissenschaftler                                                     | 76    |       |
| 16. November | Eustace Lycett                     | britischer Spezialeffektkünstler                                                                    | 91    |       |
| 16. November | Paul Schwarzenau                   | deutscher evangelischer Theologe                                                                    | 83    |       |
| 16. November | Paris Theodore                     | US-amerikanischer Filmwaffenspezialist                                                              | 63    |       |
| 16. November | Leopold Van den Neste              | belgischer Radrennfahrer                                                                            | 64    |       |
| 16. November | John Veale                         | englischer Komponist und Journalist                                                                 | 84    |       |
| 17. November | Ruth Brown                         | US-amerikanische Rhythm-and-Blues-Sängerin                                                          | 78    |       |
| 17. November | Mário Sottomayor Cardia            | portugiesischer Politiker                                                                           | 65    |       |
| 17. November | Marcus Cassel                      | US-amerikanischer Profi-Footballspieler                                                             | 23    |       |
| 17. November | Joseph D’Silva                     | indischer Bischof von Bellary im Erzbistum Bangalore                                                | 74    |       |
| 17. November | Egon Karter                        | tschechisch-schweizerischer Schauspieler, Operettensänger und Theaterintendant                      | 95    |       |
| 17. November | Jean Mansour                       | christlicher Geistlicher, Weihbischof in Antiochia                                                  | 78    |       |
| 17. November | Tony Pithey                        | südafrikanischer Cricketspieler                                                                     | 73    |       |
| 17. November | Ferenc Puskás                      | ungarischer Fußballspieler und Fußballtrainer                                                       | 79    |       |
| 17. November | Wadim Walentinowitsch Sagladin     | sowjetischer Berater von Michail Gorbatschow                                                        | 79    |       |
| 17. November | Bo Schembechler                    | US-amerikanischer Footballtrainer                                                                   | 77    |       |
| 17. November | Ramez Tebet                        | brasilianischer Politiker                                                                           | 70    |       |
| 17. November | Werner Wilhelm                     | deutscher Verwaltungsbeamter und Politiker (SPS, SPD), MdB                                          | 86    |       |
| 18. November | Ali al-Adhadh                      | irakischer Politiker                                                                                | 54    |       |
| 18. November | Movladi Baisarov                   | tschetschenischer Kommandant                                                                        | 40    |       |
| 18. November | Lars Chemnitz                      | grönländischer Politiker und Lehrer                                                                 | 81    |       |
| 18. November | Joachim Höppner                    | deutscher Schauspieler, Regisseur und Synchronsprecher                                              | 60    |       |
| 18. November | Wolf Leslau                        | polnisch-US-amerikanischer Sprachwissenschaftler                                                    | 100   |       |
| 18. November | Nikolai Pawlowitsch Ljakischew     | russischer Metallurge                                                                               | 77    |       |
| 18. November | Alfred Schobert                    | deutscher Sozialwissenschaftler und Publizist                                                       |       |       |
| 18. November | Heinz Schwipps                     | deutscher Fußballspieler und -trainer                                                               | 91    |       |
| 18. November | Hans-Jürgen Treder                 | deutscher Physiker und Astrophysiker                                                                | 78    |       |
| 19. November | Zygmunt Bielawski                  | polnischer Schauspieler                                                                             | 69    |       |
| 19. November | Francis Girod                      | französischer Filmregisseur, Drehbuchautor und Produzent                                            | 62    |       |
| 19. November | Idy Hegnauer                       | Schweizer Krankenschwester und Friedensaktivistin                                                   | 97    |       |
| 19. November | Mohd Khir Johari                   | malaysischer Politiker                                                                              | 83    |       |
| 19. November | K. P. Kottarakkara                 | indischer Schauspieler, Drehbuchautor und Filmproduzent                                             |       |       |
| 19. November | Craig Neilsen                      | US-amerikanischer Unternehmer                                                                       | 65    |       |
| 19. November | Horst Michael Neutze               | deutscher Schauspieler                                                                              | 83    |       |
| 19. November | Julio Ramos                        | argentinischer Journalist                                                                           | 71    |       |
| 19. November | Jeremy Slate                       | US-amerikanischer Schauspieler                                                                      | 80    |       |
| 19. November | Renate Steiger                     | deutsche evangelische Theologin und Musikwissenschaftlerin                                          | 72    |       |
| 19. November | Gerburg Treusch-Dieter             | deutsche Soziologin und Schauspielerin, Professorin für Soziologie und Kulturwissenschaften         | 67    |       |
| 20. November | Robert Altman                      | US-amerikanischer Regisseur, Autorenfilmer und Produzent                                            | 81    |       |
| 20. November | Paul Bach-y-Rita                   | US-amerikanischer Neurophysiologe                                                                   | 72    |       |
| 20. November | Zoia Ceaușescu                     | rumänische Tochter des Nicolae Ceaușescu                                                            | 57    |       |
| 20. November | Dirk Dirksen                       | US-amerikanischer Musikpromoter                                                                     | 69    |       |
| 20. November | Reinhold Dolin                     | deutsch-österreichischer Violinist                                                                  | 68    |       |
| 20. November | Donald Hamilton                    | US-amerikanischer Krimiautor                                                                        | 90    |       |
| 20. November | Walid Hassan                       | irakischer Komiker                                                                                  | 47    |       |
| 20. November | Richard Klein                      | deutscher Althistoriker                                                                             | 71    |       |
| 20. November | Kevin McClory                      | irischer Filmproduzent und Drehbuchautor                                                            | 80    |       |
| 20. November | Maria Herlinde Moises              | österreichische Missionarin                                                                         |       |       |
| 20. November | Saúl Ubaldini                      | argentinischer Politiker und Gewerkschaftsführer                                                    | 69    |       |
| 20. November | Andre Waters                       | US-amerikanischer Footballspieler                                                                   | 44    |       |
| 20. November | Helmut Weihrauch                   | deutscher Politiker                                                                                 | 84    |       |
| 21. November | Lilli Adel                         | deutsche Widerstandskämpferin                                                                       | 90    |       |
| 21. November | Hassan Gouled Aptidon              | dschibutischer Politiker, Präsident und Premierminister von Dschibuti                               | 90    |       |
| 21. November | Svein Erik Bakke                   | norwegischer Unternehmer                                                                            | 59    |       |
| 21. November | Gheorghe Calciu-Dumitreasa         | rumänisch-orthodoxer Priester und Dissident                                                         | 80    |       |
| 21. November | Gion Condrau                       | Schweizer Psychiater, Arzt und Psychotherapeut                                                      | 87    |       |
| 21. November | Thomas Courtney Fleming            | US-amerikanischer Bürgerrechtler                                                                    | 98    |       |
| 21. November | Pierre Gemayel junior              | libanesischer Politiker                                                                             | 34    |       |
| 21. November | René Gerber                        | Schweizer Komponist                                                                                 | 98    |       |
| 21. November | Ursula Günther                     | deutsche Musikwissenschaftlerin                                                                     | 79    |       |
| 21. November | Dora Komar                         | österreichische Filmschauspielerin und Opernsängerin                                                | 92    |       |
| 21. November | Robert Lockwood junior             | US-amerikanischer Blues-Gitarrist                                                                   | 91    |       |
| 21. November | Konstantin Meschtscherjakow        | russischer Bankier                                                                                  |       |       |
| 21. November | Ernst-Joachim Meusel               | deutscher Jurist                                                                                    | 74    |       |
| 21. November | Věroslav Neumann                   | tschechischer Komponist und Musikpädagoge                                                           | 75    |       |
| 21. November | Bernard Rimland                    | US-amerikanischer Psychologe                                                                        | 78    |       |
| 21. November | Ullrich Trendelenburg              | deutscher Pharmakologe                                                                              | 83    |       |
| 21. November | Per Olof Ultvedt                   | finnischer kinetischer Künstler                                                                     | 79    |       |
| 21. November | Eliezer Waldenberg                 | israelischer Rabbi Bankier                                                                          | 89    |       |
| 22. November | John Allan Cameron                 | kanadischer Musiker und Sänger                                                                      | 67    |       |
| 22. November | Asima Chatterjee                   | indische Chemikerin                                                                                 | 89    |       |
| 22. November | Pat Dobson                         | US-amerikanischer Baseballspieler                                                                   | 64    |       |
| 22. November | Michel Hakim                       | libanesischer Erzbischof in Kanada                                                                  | 85    |       |
| 22. November | Rolf Hornig                        | deutscher Politiker (SPD), MdL                                                                      | 87    |       |
| 22. November | John Peyton                        | britischer Politiker                                                                                | 87    |       |
| 22. November | Franz Stummvoll                    | österreichischer Maler, Grafiker und Schriftkünstler                                                | 85    |       |
| 22. November | Mary Tinney                        | irische Diplomatin                                                                                  |       |       |
| 23. November | Jesús Blancornelas                 | mexikanischer Journalist                                                                            | 70    |       |
| 23. November | Gerald M. Boyd                     | US-amerikanischer Journalist                                                                        | 56    |       |
| 23. November | Nick Clarke                        | britischer Journalist                                                                               | 58    |       |
| 23. November | Richard Clements                   | britischer Journalist                                                                               | 78    |       |
| 23. November | Betty Comden                       | US-amerikanische Drehbuchautorin, Librettistin und Schauspielerin                                   | 89    |       |
| 23. November | Adolf Helke                        | deutscher Geologe                                                                                   | 104   |       |
| 23. November | Alexander Walterowitsch Litwinenko | russischer Nachrichtendienstler                                                                     | 44    |       |
| 23. November | Philippe Noiret                    | französischer Schauspieler                                                                          | 76    |       |
| 23. November | Anita O’Day                        | US-amerikanische Jazzsängerin                                                                       | 87    |       |
| 23. November | Willie Pep                         | US-amerikanischer Boxer                                                                             | 84    |       |
| 23. November | Armin Russenberger                 | Schweizer Radrennfahrer                                                                             | 78    |       |
| 23. November | Chris Sandy                        | US-amerikanischer Basketballspieler                                                                 | 27    |       |
| 23. November | Thelma Scott                       | australische Schauspielerin                                                                         | 93    |       |
| 24. November | Walter Booker                      | US-amerikanischer Jazzmusiker                                                                       | 72    |       |
| 24. November | Klaus Bungert                      | deutscher Politiker (SPD)                                                                           | 80    |       |
| 24. November | William Diehl                      | US-amerikanischer Romanautor, Journalist und Fotograf                                               | 81    |       |
| 24. November | Jack Ferrante                      | US-amerikanischer American-Football-Spieler und -Trainer                                            | 90    |       |
| 24. November | Wilhelm Kronsbein                  | deutscher Fußballspieler                                                                            | 91    |       |
| 24. November | Juice Leskinen                     | finnischer Liedermacher, Autor und Journalist                                                       | 56    |       |
| 24. November | Hans-Joachim Pavel                 | deutscher Dramaturg und Verleger                                                                    | 87    |       |
| 24. November | Fritz Schwab                       | Schweizer Geher                                                                                     | 86    |       |
| 24. November | Maximo Soliven                     | philippinischer Journalist, Verleger und Publizist                                                  | 77    |       |
| 24. November | Zdeněk Veselovský                  | tschechischer Zoologe und Ethologe                                                                  | 78    |       |
| 24. November | Marian Wojciechowski               | polnischer Historiker                                                                               | 79    |       |
| 25. November | Santiago Martínez Acebes           | spanischer römisch-katholischer Geistlicher                                                         | 80    |       |
| 25. November | Sean Bell                          | durch Beamte des New York City Police Department erschossen                                         | 23    |       |
| 25. November | Luciano Bottaro                    | italienischer Comiczeichner                                                                         | 75    |       |
| 25. November | Bobby Byrne                        | US-amerikanischer Jazz-Posaunist und Bigband-Leader                                                 | 88    |       |
| 25. November | Valentín Elizalde                  | mexikanischer Sänger                                                                                | 27    |       |
| 25. November | Jimmy Farrugia                     | maltesischer Politiker, Parlamentssprecher Maltas                                                   | 84    |       |
| 25. November | Kjell Kopstad                      | norwegischer Skispringer                                                                            | 72    |       |
| 25. November | Eddie Mayo                         | US-amerikanischer Baseballspieler                                                                   | 96    |       |
| 25. November | Alfons Stadler                     | deutscher Politiker                                                                                 | 80    |       |
| 26. November | Mário Cesariny                     | portugiesischer Maler und Lyriker                                                                   | 83    |       |
| 26. November | Robert Ferguson                    | US-amerikanischer Blues-Sänger                                                                      | 77    |       |
| 26. November | Isaac Gálvez                       | spanischer Radrennfahrer                                                                            | 31    |       |
| 26. November | Margarete Gericke                  | deutsche Schriftstellerin                                                                           | 95    |       |
| 26. November | Renee Harmon                       | deutsche Schauspielerin, Filmproduzentin, Sachbuch- und Drehbuchautorin                             | 79    |       |
| 26. November | Stephen Heywood                    | US-amerikanischer Bauunternehmer und autodidaktischer Architekt                                     | 37    |       |
| 26. November | Emerick Ishikawa                   | US-amerikanischer Gewichtheber                                                                      | 86    |       |
| 26. November | Günter Sieber                      | deutscher Politiker (SED), MdV, Minister für Handel und Versorgung und Botschafter der DDR in Polen | 76    |       |
| 26. November | Edgar Zell Steever                 | US-amerikanischer Bildhauer und Medailleur                                                          | 91    |       |
| 26. November | Javier de la Torre                 | mexikanischer Fußballspieler                                                                        | 82    |       |
| 26. November | G. Varalakshmi                     | indische Schauspielerin, Sängerin und Filmproduzentin                                               | 80    |       |
| 26. November | Max von Vequel-Westernach          | deutscher Ingenieur und Technischer Direktor der Oper Frankfurt                                     |       |       |
| 27. November | Bertil Antonsson                   | schwedischer Ringer                                                                                 | 85    |       |
| 27. November | Stella Baum                        | deutsche Autorin und Kunstsammlerin                                                                 | 85    |       |
| 27. November | Don Butterfield                    | US-amerikanischer Tubaspieler                                                                       | 83    |       |
| 27. November | Bebe Moore Campbell                | US-amerikanische Autorin                                                                            | 56    |       |
| 27. November | Casey Coleman                      | US-amerikanischer Sportkommentator                                                                  | 55    |       |
| 27. November | George Doig                        | australischer Footballspieler                                                                       | 93    |       |
| 27. November | Alan Freeman                       | australischer Radiomoderator bei der BBC                                                            | 79    |       |
| 27. November | Martha L. Ludwig                   | US-amerikanische Biochemikerin und Kristallographin                                                 | 75    |       |
| 27. November | Martin Luley                       | römisch-katholischer Theologe                                                                       | 81    |       |
| 27. November | Paul Ernst Ruppel                  | deutscher Komponist, Kantor und Chorleiter                                                          | 93    |       |
| 27. November | Werner Staak                       | deutscher Politiker (SPD), MdHB, MdB, Hamburger Senator                                             | 73    |       |
| 27. November | Jece Valadão                       | brasilianischer Schauspieler                                                                        | 76    |       |
| 27. November | Wilhelm von und zu Liechtenstein   | Fürstgroßprior des Großpriorates von Österreich des Souveränen Malteser-Ritter-Ordens               | 84    |       |
| 28. November | Hans van den Berg                  | niederländischer Geschäftsführer eines Zigarrenunternehmens                                         | 61    |       |
| 28. November | Roger Bertemes                     | luxemburgischer Maler                                                                               | 79    |       |
| 28. November | Enrico Catuzzi                     | italienischer Fußballspieler und späterer -trainer                                                  | 60    |       |
| 28. November | Stelio Fiorenza                    | italienischer Filmregisseur und Drehbuchautor                                                       | 61    |       |
| 28. November | Max Merkel                         | österreichischer Fußballspieler und Trainer                                                         | 87    |       |
| 28. November | Manfred Oechsle                    | deutscher Verwaltungsjurist, Landrat und Oberbürgermeister                                          | 72    |       |
| 28. November | Bernard Orchard                    | englischer römisch-katholischer Priester, Mönch, Schriftsteller und Bibelgelehrter                  | 96    |       |
| 28. November | Ljubow Grigorjewna Polischtschuk   | russische Theater- und Kino-Schauspielerin                                                          | 57    |       |
| 28. November | Hans Peter Sfiligoi                | österreichischer Maler und Grafiker                                                                 | 63    |       |
| 28. November | Robert Volpe                       | US-amerikanischer Künstler                                                                          | 63    |       |
| 29. November | Allen Carr                         | britischer Schriftsteller und Lebenshilfe-Autor                                                     | 72    |       |
| 29. November | Gérard Guillaumaud                 | französischer Testpilot und Offizier der französischen Luftwaffe                                    |       |       |
| 29. November | Emmett Kelly Jr.                   | US-amerikanischer Clown                                                                             | 83    |       |
| 29. November | Leon Niemczyk                      | polnischer Schauspieler                                                                             | 82    |       |
| 29. November | Krystyna Radzikowska               | polnische Schachgroßmeisterin                                                                       | 75    |       |
| 29. November | Bishan Singh Ram Singh             | malaysischer Umweltschützer                                                                         | 62    |       |
| 29. November | Hanumant Singh                     | indischer Cricketspieler                                                                            | 67    |       |
| 29. November | Elisabeth Steiner                  | deutsche Opern- und Kammersängerin                                                                  | 71    |       |
| 29. November | Kyra Stromberg                     | deutsche freie Publizistin, Schriftstellerin und Übersetzerin                                       | 90    |       |
| 29. November | Werner Utter                       | deutscher Pilot                                                                                     | 85    |       |
| 29. November | Klaus Wegenast                     | deutscher Theologe                                                                                  | 76    |       |
| 30. November | Rafael Buenaventura                | philippinischer Zentralbankgouverneur                                                               | 68    |       |
| 30. November | Frans Claes                        | belgischer Lexikologe, Lexikograf und Jesuit                                                        | 78    |       |
| 30. November | Harald Evers                       | deutscher Computerspiele- und Romanautor                                                            | 49    |       |
| 30. November | Leonard Freed                      | US-amerikanischer Fotograf                                                                          | 77    |       |
| 30. November | Perry Henzell                      | jamaikanischer Regisseur                                                                            | 70    |       |
| 30. November | Alexei Jurjewitsch Katyschew       | sowjetischer Schauspieler                                                                           | 57    |       |
| 30. November | Alberto Madrid                     | spanischer Schlagzeuger                                                                             | 35    |       |
| 30. November | Merle Rubin                        | US-amerikanische Literaturkritikerin                                                                |       |       |
| 30. November | Shirley Walker                     | US-amerikanische Komponistin, Dirigentin, Pianistin und Produzentin                                 | 61    |       |
| November     | Heinrich Koch                      | deutscher Theaterregisseur                                                                          | 94    |       |
| November     | Friedrich Walz                     | österreichischer Basketballspieler, -trainer, -funktionär, -schiedsrichter                          |       |       |